# Verzasca
Verzasca é uma comuna da Suíça, situada no distrito de Locarno, no cantão de Ticino. Tem 143,59 km² de área e sua população em 2018 foi estimada em 640 habitantes.
Foi criada em 17 de outubro de 2020, a partir da fusão das antigas comunas de Vogorno, Sonogno, Corippo, Brione e Frasco.